# Venomna eksonukleaza
Venomna eksonukleaza (EC 3.1.15.1, venom-fosfodiesteraza) je enzim. Ovaj enzim katalizuje sledeću hemijsku reakciju
Eksonukleolitičko razlaganje u 3'- ka 5'- smeru čime se formiraju nukleozid 5'-fosfati
Ovaj enzim ima preferenciju za jednolančani supstrat.

## Spoljašnje veze
- Venom+exonuclease на 